# Droga krajowa B418 (Niemcy)
Droga krajowa 418 (niem. Bundesstraße 418) – niemiecka droga krajowa przebiegająca wzdłuż granicy na rzece Sauer z Luksemburgiem od drogi B257 w Echternacherbrück do skrzyżowania z drogą B49 koło Wasserbilligerbrück w Nadrenii-Palatynacie.